# Paris-Roubaix de 1999
A 97.ª Paris-Roubaix teve lugar a 11 de abril de 1999 e foi vencida em solitário pelo italiano Andrea Tafi. A prova contou com 273 quilómetros e o vencedor terminou em 6h 45' 00".

## Classificação final

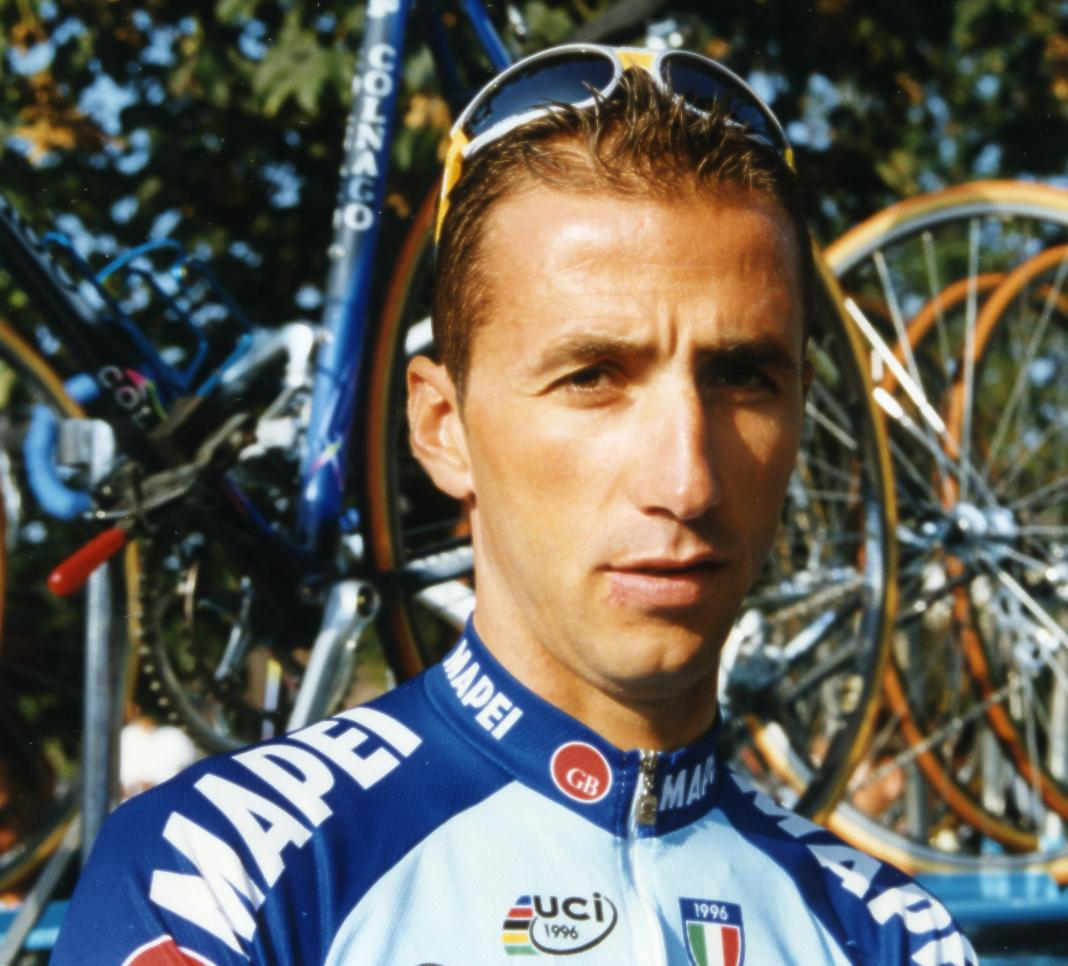
Andrea Tafi, ganhador desta edição.

| Posição | Ciclista            | Equipa             | Tempo      |
| ------- | ------------------- | ------------------ | ---------- |
| 1.      | Andrea Tafi         | Mapei-Quick Step   | 6h 45' 00" |
| 2.      | Wilfried Peeters    | Mapei-Quick Step   | + 2' 14"   |
| 3.      | Tom Steels          | Mapei-Quick Step   | + 2' 26"   |
| 4.      | George Hincapie     | US Postal Service  | m.t.       |
| 5.      | Jo Planckaert       | Lotto-Mobistar     | m.t.       |
| 6.      | Leon Van Bon        | Rabobank           | m.t.       |
| 7.      | Frank Vandenbroucke | Cofidis            | m.t.       |
| 8.      | Andrei Tchmil       | Lotto-Mobistar     | + 2' 40"   |
| 9.      | Johan Museeuw       | Mapei-Quick Step   | m.t.       |
| 10.     | Lars Michaelsen     | Française des Jeux | + 2' 53"   |